# Gamli sáttmáli

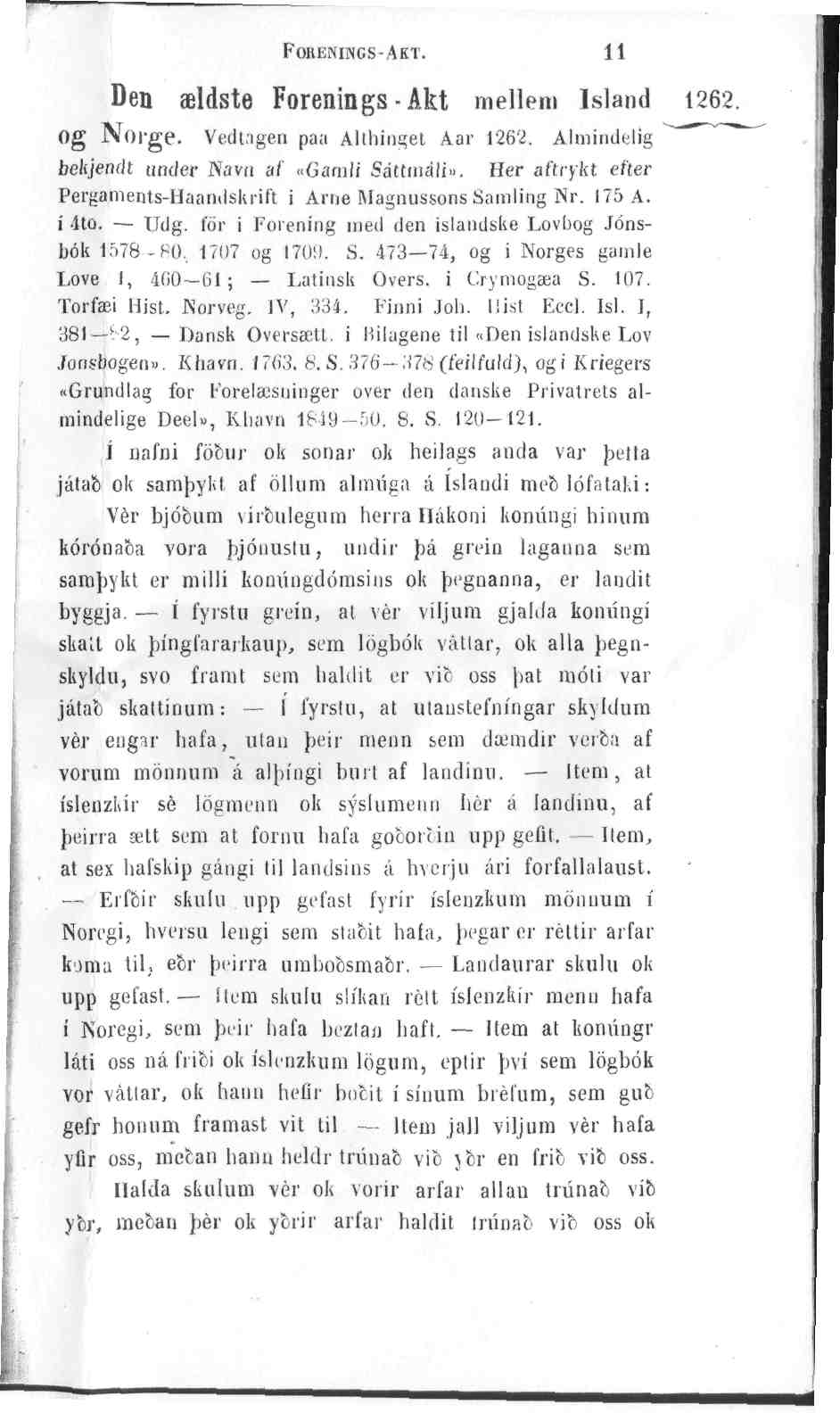
Página impresa del «Gamli sáttmáli»

Gamli sáttmáli (o Pacto antiguo en castellano) se conoce como el acuerdo que formalizó la unión de Islandia y Noruega bajo la soberanía de la corona noruega, un proceso que duró entre 1262 y 1264 tras una cruenta guerra civil durante el periodo de Sturlungaöld (Era de los Sturlung) que debilitó el autogobierno de la isla y supuso el fin de la Mancomunidad Islandesa al aceptar a Haakon IV de Noruega como rey y soberano, adoptando estructuras de organización feudal. 
También conocido como Gissurarsáttmáli (Pacto de Gissur), en referencia a Gissur Þorvaldsson, un caudillo islandés que encabezó la facción local a favor de Noruega y se convirtió en el primer jarl de facto. No obstante, existe una confusión histórica ya que Gamli sáttmáli es realmente un tratado de 1302 mientras que el mencionado Gissurarsáttmáli corresponde a la firma de 1262.
El acuerdo tuvo consecuencias históricas, tras la firma entre los caudillos islandeses (goði), Haakon IV y su sucesor Magnus VI de Noruega, supuso tras la unión de Islandia y Noruega, la consecuente unión con Dinamarca en 1380 por la Unión de Kalmar.
Según dicho acuerdo, los islandeses estaban sujetos a impuestos que debían a la corona noruega, pero a cambio tuvieron una ley que garantizaba la paz y aseguraba el intercambio comercial entre noruegos e islandeses, ambos iguales ante la ley. Las leyes de la Mancomunidad Islandesa se actualizaron y en 1281 se publicó el libro de las leyes llamado Jónsbók.
El acuerdo se renovó en 1302 bajo el reinado de Haakon V de Noruega. La unión de Islandia con Noruega (y tras el Tratado de Kiel con Dinamarca) se mantuvo hasta 1944, durante la Segunda Guerra Mundial, cuando se fundó la república de Islandia.